# Sonate K. 521
Pour la sonate de Mozart, voir Sonate pour piano à quatre mains en do majeur, K. 521.
La sonate K. 521 (F.465/L.408) en sol majeur est une œuvre pour clavier du compositeur italien Domenico Scarlatti.

## Présentation
La sonate en sol majeur K. 521, notée Allegro, est une sorte d'étude sur les agréments, présentant toute un éventail de mordants, acciaccatures et agrégats. Chaque formule conclusive brise le rythme.

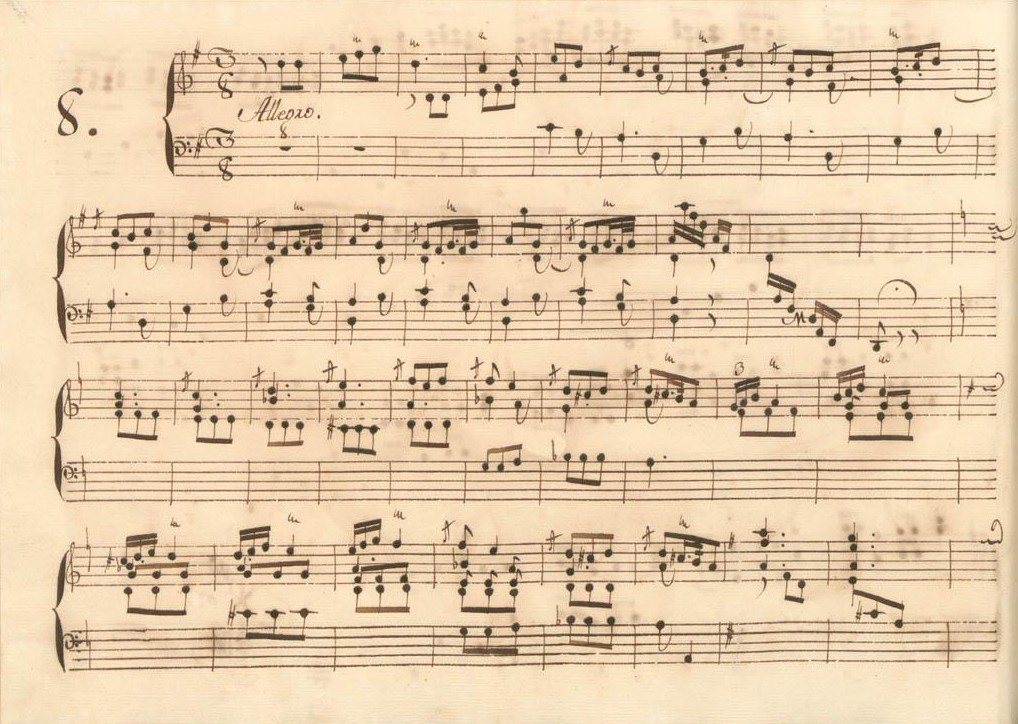
Début de la sonate extraite du volume XV du manuscrit de Parme.

## Manuscrits
Les sources principales sont le numéro 8 du volume XIII du manuscrit de Venise (1757) et Parme XV 8 ; les autres sources sont Münster I 49 (1756) et Vienne C 44.

## Interprètes
La sonate K. 521 est jouée au piano notamment par Sean Kennard (Naxos, vol. 17) et Lucas Debargue (2019, Sony) ; au clavecin, elle est défendue par Trevor Pinnock (1981, CRD), Scott Ross (1985), Pieter-Jan Belder (Brilliant Classics, vol. 12) et Richard Lester, (2004, Nimbus, vol. 5).

## Sources
: document utilisé comme source pour la rédaction de cet article.
- Ralph Kirkpatrick (trad. de l'anglais par Dennis Collins), Domenico Scarlatti, Paris, Lattès, coll. « Musique et Musiciens », 1982 (1re éd. 1953 (en)), 493 p. (OCLC 954954205, BNF 34689181).
- Alain de Chambure, « Domenico Scarlatti : Intégrale des sonates — Scott Ross », p. 220, Erato (2564-62092-2), 1985 (OCLC 891183737) .